# Swing Girls
Swing Girls (スウィングガールズ, Suwingu Gāruzu) er en japansk teen komediefilm fra 2004 instrueret og co-skrevet af Shinobu Yaguchi. Handlingen følger en gruppe af dvaske gymnasiepiger, der danner et stort jazz band. Medvirkende inkluderer Juri Ueno, Yuta Hiraoka, Shihori Kanjiya, Yuika Motokariya og Yukari Toyashima. Filmen rangerede 8-pladsen på det japanske billetkontor i 2004 og vandt syv priser ved den 28. Japan Academy Prize, inklusive "Most Popular Film" og "Årets nykommer" til Yuta Hiraoka og Juri Ueno. Filmen ses også med undertitlen "Girls meet Jazz".

## Plot
En klasse skolepiger keder sig i løbet af deres sommer make-up klasse. Da skolens messingorkester forlader for at optræde til et baseballkamp uden deres bento-frokost, overtaler Tomoko og de andre piger deres matematiklærer, Mr. Ozawa, til at lade dem levere frokostene. På toget falder pigerne i søvn efter at have spist en af frokostene og savner deres stop. De går tilbage for at levere frokostene til bandet, men de er blevet dårlige i sommervarmen, og alle undtagen deres bækkenafspiller, Takuo Nakamura, der gik glip af sit måltid, bliver syg.
Takuo holder en audition for udskiftning af bandmedlemmer for at spille ved en kommende baseballkamp. Kun tre piger prøver: to tidligere medlemmer af et punkband og den generte Kaori Sekiguchi. Takuo konfronterer de andre piger og truer med at anklage dem for madforgiftning, hvis de ikke deltager. Pigerne har ingen musikalsk erfaring og klovner rundt med deres instrumenter undtagen Kaori. Da der er flere medlemmer under et messingorkester, beslutter Takuo at gøre gruppen til et stort band og udføre swingjazz.
Pigerne træner hårdt til forestillingen. Kaoris talent inspirerer de andre, og de begynder at nyde at spille. Men dagen før kampen, lige da pigerne er blevet selvsikre, konfronterer messingorkestermedlemmerne dem, og pigerne er knuste.
Da det nye skoleår begynder, køber Tomoko en saxofon og opdager, at Takuo spiller på sit keyboard. Medlemmerne af swingbandet samles i skolen og beslutter at købe deres egne instrumenter. Pigerne får job i supermarkedet for at tjene penge, men Tomoko og flere andre mister deres løn, da en madlavningsdemonstration kommer ud af kontrol og udløser butikkens brandsprinklersystem. De resterende piger bruger en dag på at plukke matsutake-svampe, men bliver angrebet af et vildsvin; de dræber det og kræver belønningspenge, da vildsvinet havde ødelagt afgrøderne. Med pengene køber pigerne billige beskadigede instrumenter, og de to rockere overbeviser deres tidligere kærester, der driver en ødelæggende gård, til at reparere dem.
Gruppen, der nu kaldes Swing Girls, spiller deres første offentlige show; forestillingen går dårligt, men Kaori får råd af en anonym jazzfan. Når gruppen nærmer sig ham, løber han væk. De jagter ham hjem til ham og opdager, at han er Mr. Ozawa, der besidder en omfattende samling af jazzplader. Da de antager, at han er ekspert på saxofon, overbeviser de ham om at lede bandet.
Bandets færdigheder forbedres, og de optager en auditionstape til en musikfestival. De lader Tomoko være ansvarlig for båndet, men hun sender det for sent, og bandet afvises. Tomoko er for flov til at fortælle det til de andre. Nakamura opdager, at Mr. Ozawa ikke er en egentlig professionel saxofonist, og han stopper, flov.
På toget til musikfestivalen indrømmer Tomoko, at bandet ikke har nogen plads på festivalen, og toget standses af sne. Imidlertid informerer deres lærer, fru Itami, dem om, at et andet band er blevet aflyst på grund af sneen, og hun skynder dem til festivalen med bus. Swing Girls når lige akkurat scenen til tiden og udfører deres sæt, imponerer publikum.

## Baggrund
For at forstå baggrunden omkring filmen kan det være en fordel at læse om det japanske skolesystem, da det adskiller sig en del med hensyn til klasseopdeling, ferier, skolestart og semestre.

## Skuespillere
Swing Girls and a Boy består af 16 kvindelige studerende og 1 mandlig, der går på det første år af Yamakawa High School. Bandets officielle navn er Sving Girls and a Boy men bliver også blot kaldet for Swing Girls.
- Juri Ueno som Tomoko Suzuki (Tenor saxophone)
- Yuta Hiraoka som Takuo Nakamura (Piano)
- Shihori Kanjiya som Yoshie Saito (Trumpet)
- Yuika Motokariya som Kaori Sekiguchi (Trombone)
- Yukari Toyoshima som Naomi Tanaka (Drums)
- Kana Sekine som Hiromi Watanabe (Electric guitar)
- Fumiko Mizuta som Yuka Yamamoto (Electric bass)
- Masae Nemoto som Akemi Otsu (Tenor saxophone)
- Asuka (Asuka Yamaguchi) som Chika Kubo (Alto saxophone)
- Chise Nakamura som Emiko Okamura (Alto saxophone)
- Madoka Matsuda som Yumiko Shimizu (Baritone saxophone)
- Mutsumi Kanazaki som Rie Ishikawa (Trumpet)
- Nagisa Abe som Reiko Shimoda (Trumpet)
- Misa Nagashima som Misato Miyazaki (Trumpet)
- Eri Maehara som Kayo Yoshida (Trombone)
- Natsuki Nakaza som Miho Kinoshita (Trombone)
- Natsuko Tatsumi som Yoko Kobayashi (Trombone)

### Toyko Suzuki (Toyako Suzuki's familie)
- Yasumi Suzuki, far til Toyako: Fumiyo Kohinata
- Sanae Suzuki, mor til Toyako: Eriko Watanabe
- Aki Suzuki, Toyako's søster: Rina Kanako
- Tomoko's bedstemor, Mie Suzuki: Mutsuko Sakura

### Yamakawa High School
- Tadahiko Ozawa, matematiklærer: Naoto Takenaka
- Musiklærer Yayoi Itami: Miho Shiraishi
- Dr. Kubota: Makoto Takarai
- Leder af Brass Band Club: Issei Takahashi
- Baseball Club Medlemr Inoue: Seiji Fukushi
- Chie Iwasa: Mayuko Iwasa

### Andre
- Buschauffør: Jiro Sato
- Bento shop: Noyuki Mori shimo
- Cherry Television vært: Yuko Takeda ( Fuji TV Announcer )
- Mr. Sasaki, a classmate of the telephone network: Nakazawa Tsuki (voice appearance)
- Gammel kvinde: Yasuko Mori
- Musical instrument shop clerk: Norika Eguchi
- Leder af supermaerkedet Takahashi: Hana Kino
- Super Floor Chief Okamura: Koji Okura
- Supermarket customers demanding discount stickers: Sayuri Ito
- Takashi, brother of brother duo: Hidekazu Mashima
- Yusuke Mikami, brother of brother duo: Makoto Mikami
- Kvinde foran parken: Mari Hayashida
- Karaoke Box Clerk Ito: Yu Tokui
- Pachinko parlor manager: Tanaka Keiko
- Pachinko parlor guest: Satoshi Sakata
- Pachinko parlor guest: Reo Yamaguchi
- Yamaha Music Class Teacher Mori shimo (trombone): Kei Tani
- Yamaha Music Class Student Masumi (Wood Bass): Naomi Nishida
- Satoshi Tanimoto, Student of Yamaha Music Class ( Electronic Piano ): Kazuhiro Tanimoto
- Train Conductor: Yuji Kogata
- Train passengers: Hiroshi Kishimoto
- Music Hall Moderator: Daikichi Sugawara (Note: In the DVD-version with English subtitle the credits adds the names of actors randomly i.e. the sequnce of persons shown does not match the name below.)

### Stab
- Writer/Director: Fumi yasushi Yaguchi
- Producers: Chihiro Kameyama, Nonari Shimatani, Ryuichi Mori
- Executive Producer: Shoji Masui
- Projects: Kazuyuki Seki, Masamichi Fujiwara, Takehiko Chino
- Producers: Daisuke Sekiguchi, Shintaro Horikawa
- Advertising Producer: Erika Harada
- Script cooperation: Junko Yaguchi (Wife of Director Yaguchi)
- Music: Mickey Yoshino, Hiroshi Kishimoto
- Recording Engineer: Masumi Hamamoto
- Band Direction: Reo Yamaguchi
- Photo: Takahide Shibaso
- Lighting: Tatsuya Nagata
- Lyd: Kodo Gun
- Kunst: Norihiro Isoda
- Redigering: Miyajima Ryuji
- Supporting Director: Shozo Katashima
- Line Producer: Tatsuya Mmoshi
- Producer: Yuko Maemura
- Assistant Director: Yuichi Naruse, Man Sugita, Kako Araki
- Animal Trainer: Kazuo Numata
- Language instruction: Hidekazu Mashima, Sayuri Ito (mainly in Mashima's absence)
- Produktion: Fuji TV, Altamila Pictures, Toho, Dentsu

## Musik
- "Take the A Train" af Billy Strayhorn (prøvesang).
- "In the Mood" af Joe Garland (sang ved den første optræden og for senere audition optagelser).
- "Comin Thro' the Rye" (Den første dang spillet ved 2. optræden).
- "Make Her Mine" af Eric Leese (the second song).
- "Moonlight Serenade" af Mitchel Parish / Glenn Miller (the first song played at the concert finale).
- "Mexican Flyer" af Ken Woodman (the second song).
- "Sing, Sing, Sing (With a Swing)" af Loise Prima performed by Benny Goodman (den 3. sang).
- "What a wonderful world"  af Robert Thiele (aka "George Douglas") og George David Weiss (vist ved rulleteksterne på filmen Wikipeda bentter navnet Bob Thiele). sunget af Louis Armstrong (The song in mushroom picking forest).
- "Recollection" af Kohsuke Mine.
- "L-O-V-E" af Bert Kaempfert / Milt Gabler sunget af Nat King Cole.

## Lokationer
- Yamagata, Japan
- Yonezawa, Saitama
- Nagai City
- Nanyang City
- Takahata Town, Higashi- Imperial Court
- Kawanishi Town, Higashi- Imperial Court
- Shirataka, Nishi-4th District

## Koncerter
Swing Girls and a Boy Orchester blev dannet som et rigtigt 17-personers jazz big band. Skuespillerne havde kun dårlig eller slet ingen viden om at spille musik fra noder eller instrumenter, og måtte lære dette under produktionen. I 2003 - 2004 havde de daglige hjemmeøvelse og deltog i sommerlejre i juni og juli og gennemførte ugentlig intensiv træning under filmoptagelserne. Al musik, der spilles i filmen, er ægte af dette orkester.
De har udført mange reklamekoncerter, velgørenhedskoncerter og tv-shows. Deres optræden og shows var fremragende, og det nævnes ofte, at hvis de havde holdt sammen som orkester, kunne de have været et populært og berømt jazz big band af de fineste.
- Nango Summer Jazz Festival 15-års jubilæum, 2004
- New York, USA, OKT 2004
- Los Angeles, USA, NOV 2004
- Morika Jazz, Japan, 2004
- Første og sidste koncert, Japan, 28. DEC 2004 (udgivet som DVD 11. april 2005)
- og mange flere